# Барденас-Реалес
Барде́нас-Реа́лес (исп. Bardenas Reales; баск. Errege Bardea) — полупустынная местность с семиаридным климатом на юго-востоке испанской провинции Наварра, растительность и скалистые образования которой, созданные эрозией, не имеют аналогов в Европе. Площадь 418,45 км2. Наиболее известная достопримечательность — 50-метровая скала Кастильдетьерра, напоминающая очертаниями замок.
С 1951 года на территории Барденас-Реалес существует база испанских ВВС. Местные жители неоднократно выступали против военной активности в регионе. Поток туристов заметно вырос в 1990-е гг. В 1999 г. испанские власти объявили Барденас-Реалес природным парком, а год спустя эти земли стали биосферным заповедником ЮНЕСКО.

## Географическое положение

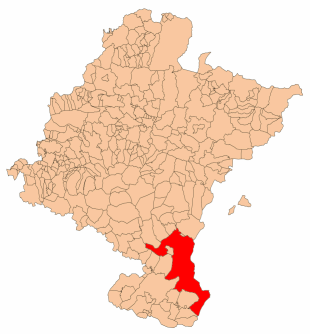
Барденас-Реалес на карте Наварры

Барденас-Реалес находится на юго-востоке Наварры, на границе с Арагоном. Он расположен в центре впадины долины Эбро у подножия хребта Сьерра-дель-Юго и сарагосского региона Синко-Вильяс . Регион простирается на 45 километров с севера на юг и на 24 километра с востока на запад, и находится на высоте от 280 до 659 метров. Барденаc-Реалес граничит с 13 муниципалитетами Наварры (Каркастильо, Сантакара, Мелида, Мурильо-эль-Куэнде, Капарросо, Кадреита, Вильяфранка, Тудела, Кабанильяс, Фустиньяна,Вальтьерра, Аргедас, Буньюэль) и тремя арагонскими муниципалитетами (Таусте, Садаба и Эхеа-де-лос-Кабальерос). Это обширная территория между муниципалитетами, которая не не относится ни к какому местному субъекту и который законодательство Наварры определяет как местное образование.
Площадь региона составляет 41845 гектаров (418,45 км2). Внутри Барденас-Реалес находится природный заповедник Ведадо-де-Эгуарас, который принадлежит муниципалитету Вальтьерра, хотя географически это анклав внутри Барденаса.
Географически Барденас-Реалес можно разделить на три региона: Эль Плано, Бардена Бланка и Бардена Негра.

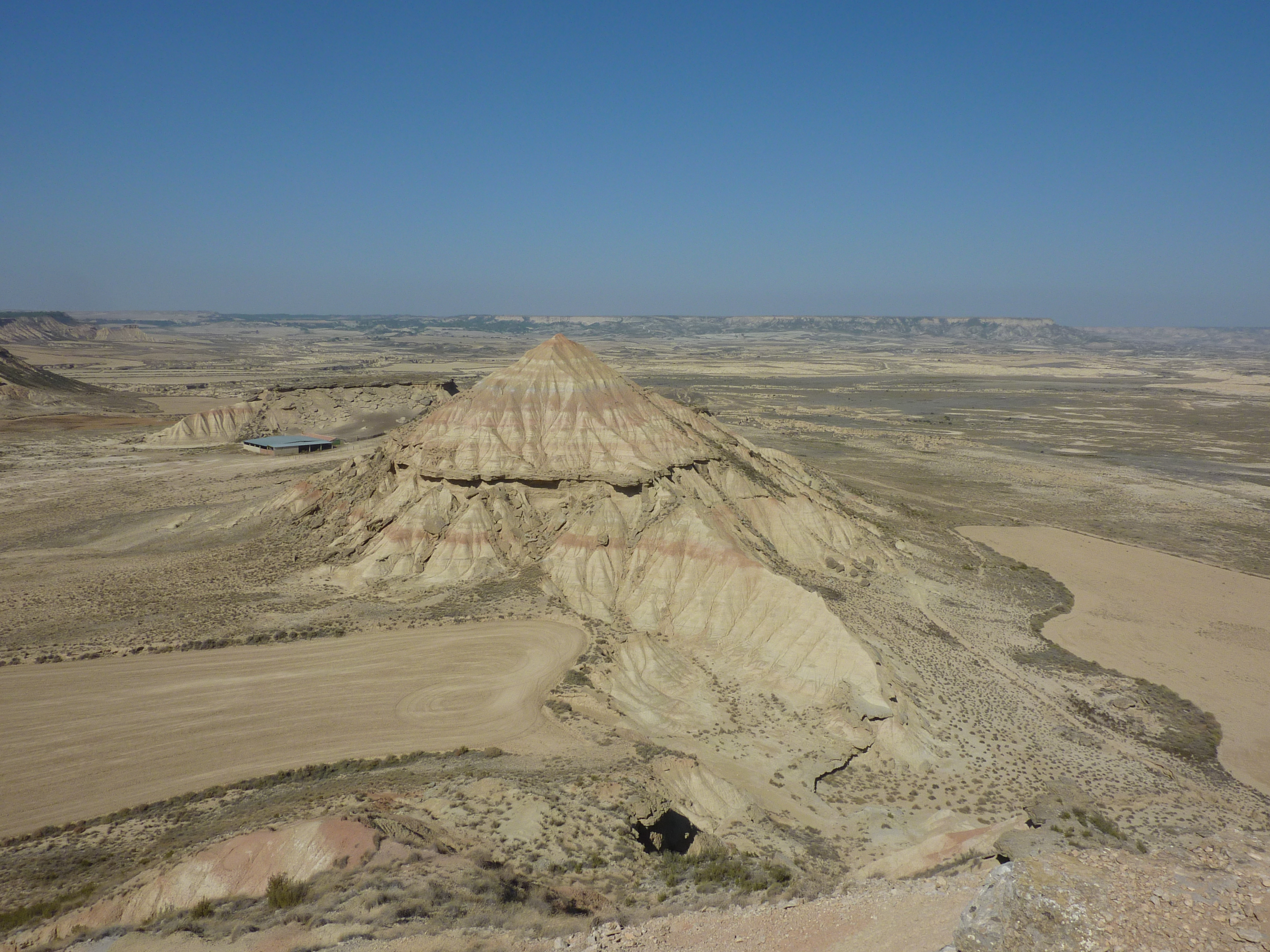
Бардена Бланка

### Эль Плано
Это самая северная часть территории Барденас-Реалес. Представляет собой плато, возвышающееся над окружающими территориями примерно на 100 метров. Его ландшафт в основном занят зерновыми культурами, а склоны покрыты кермесовыми дубами, розмарином и полынью. Здесь располагается водохранилище Эль-Фериал.

### Бардена Бланка

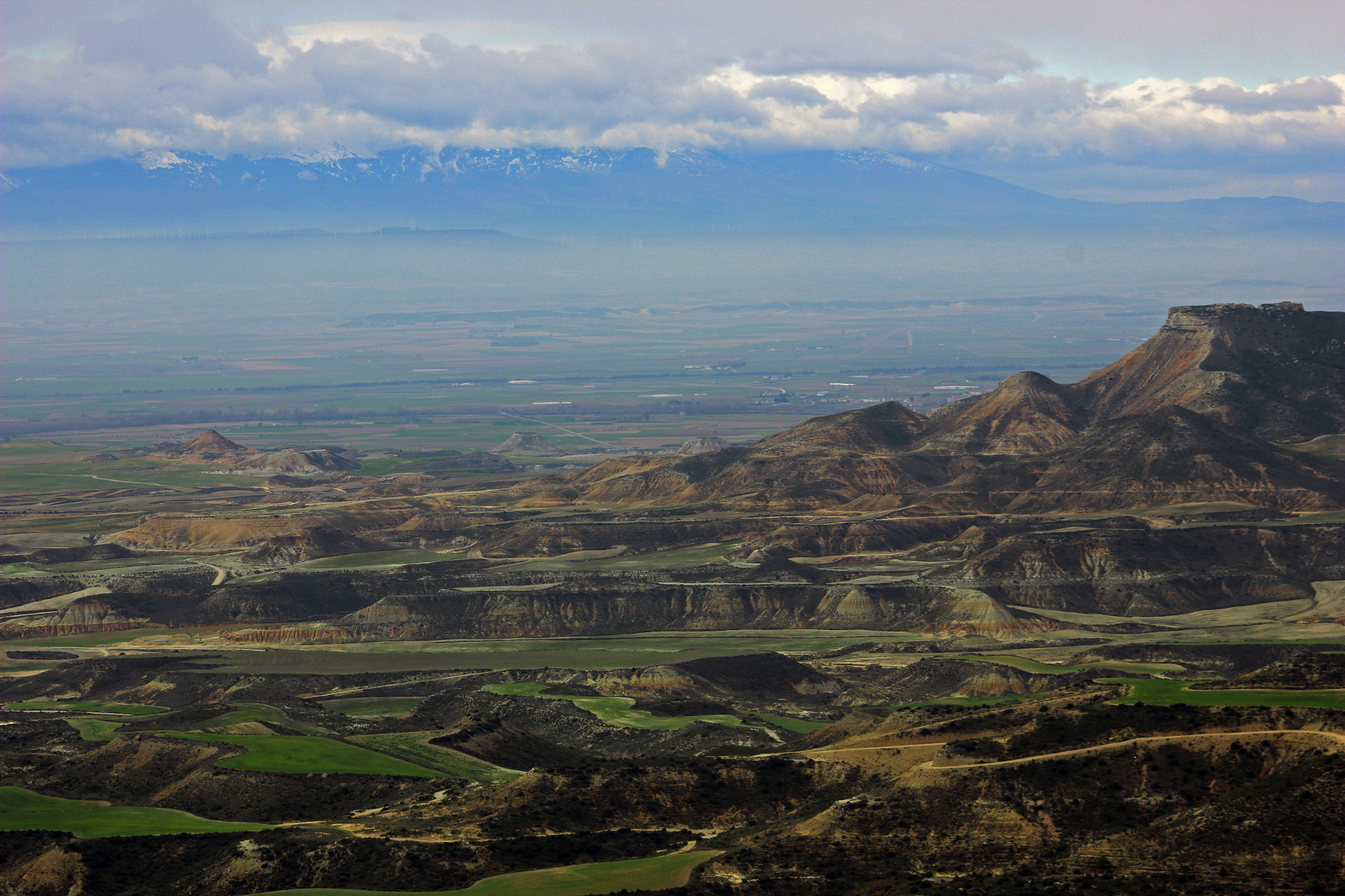
Бардена Негра

Центральная часть Барденас-Реалес и самая пустынная. Её рельеф характеризуется обширными равнинными участками, с сезонными реками, протекающими в глубоких оврагах. Из-за высокого содержания гипса в почве поверхность земли покрыта белой солью. Отсюда пошло название территории «бланка». Бардена Бланка делится на две части: Бланка Баха и Бланка Альта.
Это наиболее пустынная территория и зона с наибольшей эрозией. А также самый фотографируемый и посещаемый объект, так как здесь находятся самые впечатляющие образования, в том числе Кастильдетьерра и Пискерра, которые часто встречаются в фильмах.

### Бардена Негра
Самая южная часть территории Барденас-Реалес, на границе с Арагоном. Представляет собой плато разной высоты и прорезанных густой сетью оврагов. Это район Барденас с самым большим растительным покровом на всей территории и в основном состоит из средиземноморских лесов и кустарников, которые придают территории тёмные тона, этим обусловлено название «негра».